# Villiers (Zwitserland)
Villiers is een plaats en voormalige gemeente in het Zwitserse kanton Neuchâtel. In 2013 is de gemeente gefuseerd naar de nieuwe gemeente Val-de-Ruz.
Villiers telt 422 inwoners.